# Pauesia montana
Pauesia montana är en stekelart som beskrevs av Jaroslav Stary 1966. Pauesia montana ingår i släktet Pauesia och familjen bracksteklar. Inga underarter finns listade i Catalogue of Life.